# Liga Mexicana de Béisbol 1956
La Temporada 1956 de la Liga Mexicana de Béisbol fue la edición número 32. Se mantienen los mismos 6 equipos de la temporada anterior. El calendario constaba de 120 juegos en un rol corrido, el equipo con el mejor porcentaje de ganados y perdidos se coronaba campeón de la liga.
Los Diablos Rojos del México obtuvieron el primer campeonato de su historia al terminar la temporada regular en primer lugar con marca de 83 ganados y 37 perdidos, con 9 juegos de ventaja sobre los Tigres Capitalinos. El mánager campeón fue Lázaro Salazar.

## Equipos participantes
| Liga Mexicana de Béisbol 1956 |           |                          |                       |           |
| Equipo                        | Fundación | Ciudad                   | Estadio               | Capacidad |
| Diablos Rojos del México      | 1940      | México, D. F.            | Seguro Social         | 25,000    |
| Leones de Yucatán             | 1954      | Mérida, Yucatán          | Carta Clara           | 9,000     |
| Rojos del Águila de Veracruz  | 1903      | Veracruz, Veracruz       | Deportivo Veracruzano | 12,000    |
| Sultanes de Monterrey         | 1939      | Monterrey, Nuevo León    | Cuauhtémoc            | 8,000     |
| Tecolotes de Nuevo Laredo     | 1940      | Nuevo Laredo, Tamaulipas | La Junta              | 7,800     |
| Tigres Capitalinos            | 1955      | México, D. F.            | Seguro Social         | 25,000    |

## Posiciones
| Liga Mexicana de Béisbol | Liga Mexicana de Béisbol | Liga Mexicana de Béisbol | Liga Mexicana de Béisbol | Liga Mexicana de Béisbol |
| Equipo                   | JG                       | JP                       | PCT                      | JV                       |
| ------------------------ | ------------------------ | ------------------------ | ------------------------ | ------------------------ |
| México                   | 83                       | 37                       | .692                     | -                        |
| Tigres                   | 73                       | 45                       | .619                     | 9.0                      |
| Yucatán                  | 55                       | 63                       | .466                     | 27.0                     |
| Águila                   | 54                       | 66                       | .450                     | 29.0                     |
| Monterrey                | 51                       | 69                       | .425                     | 32.0                     |
| Nuevo Laredo             | 42                       | 78                       | .350                     | 41.0                     |

| Campeón de la Liga |

## Juego de Estrellas
Para el Juego de Estrellas de la LMB se realizaron dos ediciones entre las selecciones de Extranjeros y Mexicanos. El primer partido se llevó a cabo el 25 de junio en el Parque del Seguro Social en México, D. F. La selección de Extranjeros se impuso a la selección de Mexicanos 7 carreras a 1.
El segundo juego se llevó a cabo el 6 de agosto en el Parque Cuauhtémoc en Monterrey, Nuevo León. La selección de Mexicanos se impuso a la selección de Extranjeros 10 carreras a 4.

## Designaciones
Se designó como novato del año a Jesse Durán  de los Tigres Capitalinos.

## Acontecimientos relevantes
- Por única ocasión en la historia de la liga se ganó la triple corona de bateo y pitcheo el mismo año, los ganadores fueron Alonso Perry en bateo (Quinto jugador en la historia del circuito en lograrlo); y Francisco "Panchillo" Ramírez en pitcheo (Primer mexicano y tercer lanzador en la historia de la liga en lograrlo), ambos jugadores de los Diablos Rojos del México.[2][3]